# Erna Schützenberger
Erna Schützenberger, vollständiger Taufname: Ernestine Antonia, (* 1. Juni 1892 in Passau; † 17. Juni 1975 ebenda) war eine deutsche städtische Beamtin und Volksmusikforscherin.
Erna Schützenberger war Gründerin und langjährige Vorsitzende des Volkstanzkreises Passau sowie Leiterin der Mittelstelle Niederbayern des „Arbeitskreises für Haus- und Jugendmusik“, Kassel (ehemals „Finkensteiner Singbewegung“).
Über 38 Jahre war sie in Passau in der Verwaltung tätig, meist als Sekretärin des jeweiligen Oberbürgermeisters.
Seit 1994 erinnert eine Gedenktafel in der Lederergasse an Erna Schützenberger.
Im Ortsteil Kohlbruck ist eine Straße nach ihr benannt.

## Leben
Erna Schützenberger wurde am 1. Juni 1892 als elftes Kind des Schlossermeisters Friedrich Ernst Schützenberger (1839–1906) und dessen Frau Thekla Schützenberger († 1923), geborene Linsmeier geboren.
Aus ihrem privaten Leben vor 1930 ist wenig bekannt.
Als Geburtsort kommen zum einen die Schustergasse in der Passauer Altstadt, als auch die Lederergasse in der Passauer Innstadt infrage – die Quellen widersprechen sich hier geringfügig.
Schützenberger absolvierte 1911 die Handelsschule im Josefsheim, um dann anschließend in die Laufbahn eines städtischen Beamten zu wechseln.
Für den Zeitraum von 1911 bis vermutlich zum Erreichen ihrer Volljährigkeit ist als ihr Wohnort das Waisenhaus Passau belegt, da – ihr Vater war bereits gestorben – ihre Mutter in Zwiesel als Haushaltskraft angestellt war und so kein erziehungsberechtiger Elternteil mehr in Passau lebte.
Anschließend sind Wohnungen in der Schustergasse und im Steinweg in der Passauer Altstadt belegt.

### Beruflicher Werdegang
Am 1. Februar 1911 trat sie als Sekretärin des Oberbürgermeisters von Passau in den Dienst der Stadtverwaltung ein.
Zum 1. April 1917 wurde sie in ein unwiderrufliches Beamtenverhältnis übernommen.
Im April 1938 wechselte sie, nachdem sie sich ab 1933 mehrmals „der politischen Verhältnisse wegen … mehrmals weg von Dr. Sittler“ beworben hatte, als Gegenbuchführerin der Hauptkasse in die Stadtkämmerei.
1945 holte sie Oberbürgermeister Rudolf von Scholtz zurück in sein Vorzimmer.
Auf Grund falscher Denunziation beim BDM ein HJ-Liederbuch herausgebracht zu haben, wohl um die Aufmerksamkeit von anderen nationalsozialistischen Kollegen abzuwenden, wurde sie zum 9. Oktober 1946 an die Buchungsmaschine der Stadtwerke versetzt.
1948, nachdem Stephan Billinger die Oberbürgermeisterwahl gewann, stellte sie noch ein Gesuch zur Versetzung in das Sekretariat dessen Rechtsrats Hans Hirsch.
Nachdem ihr aber signalisiert wurde, dass diese Rückversetzung wenig aussichtsreich sei, ließ sie sich 1949 aus „gesundheitlichen Gründen“ in den Ruhestand versetzen.
Von Krankheit konnte aber keine Rede sein, denn sie schrieb 1949: „Ich fühle mich so gesund wie seit Jahren nicht mehr und bin glücklich, daß ich endlich in meinem Leben das tun darf, was mich ernstlich interessiert und ganz in Anspruch nimmt.“

### Jugendarbeit und Forschungstätigkeit
Erste nähere Bekanntschaft mit den Verbänden der Jugendbewegung hat Erna Schützenberger wohl im Juni 1914 gemacht, als der bayerische Wandervogel-Bund seinen Gautag in Passau abhielt.
1920 schloss sie sich der katholischen Jugendbewegung Quickborn an, zuvor war sie durch verschiedene Vereine „gekugelt“, wie sie es selbst ausdrückte.
Spätestens 1921 gründet sie eine Quickborn-Mädchengruppe, welche bis zur endgültigen Auflösung der Jugendbünde 1938 existierte.
Mit ihrer Gruppe unternahm sie mehrere Wanderungen durch den unteren Bayerischen Wald.
Weitere Aktivitäten bestanden spätestens ab 1925 auch in Theater, Singen und Tanz, wobei sich im Repertoire vornehmlich allgemein bekannte deutsche Volkslieder sowie Reihentänze der Quickborn-Bewegung finden.
Die Gruppe pflegte Kontakte zu anderen, benachbarten Gruppen der Jugendbewegung, so unter anderem auch zu Gruppen der Finkensteiner Bewegung in Oberösterreich.
Im Jahr 1927 ergaben sich in der Quickborn-Gruppe einige Veränderungen.
In diesem Jahr stießen erstmals seit 1920/21 wieder jüngere Mädchen zur Gruppe, was 1930 in eine Teilung in eine Jugend- und in eine Älterengruppe resultierte.
Auch lassen sich für das Jahr 1927 erstmals öffentliche Auftritte mit Tanz- und Theaterspiel nachweisen.
Zudem gilt 1927 als Gründungsjahr des Volkstanzkreises Passau, auch wenn es dafür keine schriftlichen Belege gibt.
Es wird daher vermutet, dass die ersten öffentlichen Auftritte rückblickend als konstruierender Vorgang des Tanzkreises innerhalb der Quickborn-Gruppe gewertet wurde und dieser erst zu einem späteren Zeitpunkt eigene Konturen annahm.
Des Weiteren kam Schützenberger 1927 mit einer Schar des schlesischen Wandervogels in Kontakt, was eine Hinwendung zur Finkensteiner Singbewegung bewirkte.
In der Zeit von 1929 bis 1930 ist in der Quickborn-Gruppe und bei Schützenberger eine Abkehr vom quickborn'schen Lebensstil und eine Hinwendung zur bäuerlichen Volkskultur des Passauer Umlands erkennbar.
Ab 1929 nahm sie an Singwochen des Finkensteiner Bundes teil.
1930 lernte sie auf einer Singwoche in Toten Gebirge Hermann Derschmidt kennen, der sie zu ihren Feldforschungen und Tanzaufzeichnungen anregte.
1932 wurde sie Mitglied des aus dem Finkensteiner Bund hervorgegangenen Arbeitskreises für Haus- und Jugendmusik.
Von 1933 bis Anfang der 1970er Jahre war sie Leiterin dessen Mittelstelle Niederbayern.
1933 veranstaltete sie ihre erste Singwoche auf der Saldenburg, was bis 1937 zu einer jährlichen Veranstaltung wurde.
Von 1933 bis 1935 war sie Musikreferentin beim BDM.
In dieser Eigenschaft vervielfältigte sie ihre Volkstanzsammlung für den BDM, was nach 1945 zur Denunziation führte.
Bis 1937 konnte Schützenberger ihre Aktivitäten, teilweise innerhalb des BDMs, ungehindert fortsetzen.
1937 kam es zum Bruch, als sie der Passauer Oberbürgermeister Max Moosbauer während ihrer Singwoche in Fürstenstein wegen ihrer eigenwilligen Unangepasstheit an das NS-System drohend in ihre Schranken verwies.
Einige Mitglieder der Passauer BDM-Spielschar, die auch Schützenbergers Kreis angehörten, hatten auf eine Reise in den Norden auf dem KdF-Schiff Wilhelm Gustloff verzichtet, um an der zeitgleich stattfindenden Singwoche Schützenbergers teilnehmen zu können.
Dieser Bruch ist auch in ihrem beruflichen Werdegang erkennbar.
Der Passauer Quickborn stellte daraufhin 1938 seine Aktivitäten ein.
Schützenbergers Aktivitäten verlagerten sich daraufhin ins private oder fanden unter dem Schutzmantel kirchlicher Organisationen statt.
Diese wurden von den Machthabern, auch wegen ihrer Nichtmitgliedschaft in der NSDAP, argwöhnisch beäugt. 1939 fand in ihrer Wohnung eine Hausdurchsuchung statt.
Nach 1945 wurde der Sing- und Tanzkreis der Quickborngruppe als „Volkstanzkreis Passau“ reaktiviert, dessen Vorsitzende sie bis ca. 1970 blieb und der bis heute besteht.
Den Schwerpunkt der Tanzarbeit bildeten nun aber nicht mehr die Reigentänze der Quickborn-Ära, sondern die aufgezeichneten Volkstänze der Jugendbewegung.

### Rolle im Dritten Reich
Laut Spruchkammerunterlagen war Erna Schützenberger von 1933 bis 1935 beim BDM als Musikreferentin und im Jahr 1934 auch Mitglied im Volksbund für das Deutschtum im Ausland (VDA), von 1934 bis 1945 Mitglied in der NS-Volkswohlfahrt, 1937 beim Deutschen Roten Kreuz sowie von 1938 bis 1945 im NS-Frauenwerk.
Mitglied der NSDAP war sie jedoch nicht.
Bis auf die Ausnahme der Gewerkschaften, die sie als Mitläuferin einstuften, bescheinigten ihr auch die im Rahmen der Spruchkammerverfahren vom öffentlichen Kläger zu einer Stellungnahme gebetenen Institutionen (Bürgermeister, politische Parteien, Finanz- und Arbeitsamt, Gewerkschaft), dass sie keine Anhängerin der NSDAP war; das Spruchkammerverfahren wurde daraufhin erst gar nicht eröffnet.
Erna Schützenberger war nie Anhänger des Nationalsozialismus.
Es deutet auch alles darauf hin, dass ihre Mitgliedschaften in diversen Organisationen nur pro forma waren.
Ihre scheinbar unvereinbare Mitarbeit trotz Opposition war aber in dieser Zeit bei vielen Anhängern der Jugendbewegung zu beobachten.
Diese hatten die Hoffnung, die jugendbewegte Reformbewegung innerhalb der NS-Verbände behutsam fortsetzten zu können und somit die geistig-kulturelle Oberherrschaft über den weitestgehend als geistlos empfundenen Aktivismus in diesen Verbänden zu gewinnen.
Wie man heute weiß, sind diese Absichten weitgehend alle gescheitert.

## Feldforschungstätigkeit
Im Vergleich zum Repertoire der niederbayerischen Tanzlandschaft nimmt sich Erna Schützenbergers nachweisbare Feldforschungstätigkeit mit ca. 28 aufgezeichneten Volkstänzen im Passauer Raum vergleichsweise eher bescheiden aus.
Allerdings beschränkt sich ihre nachweisbare Tätigkeit in der Tanzforschung nur auf die Jahre von ca. 1930 bis 1932 (16 Tänze) bzw. 1949 bis 1959 (12 Tänze).
Das Einstellen der Forschungstätigkeit um 1932 lässt sich vermutlich dadurch erklären, dass ab ca. 1930 Männer die Tanzforschung dominieren beginnen.
Briefwechsel mit Hermann Derschmidt bei der Herausgabe des gemeinsamen Tanzbuches oder gewisse Wesenszüge in ihrem Umgang mit dem Tanz lassen keine große Könnerschaft, sondern eher ein eher durchschnittliches musikalischen Niveau Schützenbergers erahnen, dies lässt sich im Nachhinein aber nicht mehr klären.
Dies mag aber der Grund sein, warum es ihr am nötigen Selbstbewusstsein gefehlt hat, ab 1932 mit eigenen Feldforschungen neben ihren männlichen „Konkurrenten“ zu bestehen.
Schützenberger in der Folge Hermann Derschmidts Autorität unter.
Ein weiterer Grund für die eher überschaubare Sammeltätigkeit ist wohl in ihrer von der Jugendbewegung der 1920er Jahre geprägten eher zivilisationskritischen Weltanschauung zu finden.
Auch in der späteren Tanzarbeit im Volkstanzkreis fanden nur Tanzformen Berücksichtigung, die ihrer Weltanschauung entsprachen und in denen sie eine innewohnende Kraft verspürte, dem höheren Ziel einer Menschenbildung entgegenzuführen.
Sie betrieb die Volkstanzpflege nicht um des Traditionserhalts willen, sondern zur Selbstfindung des durch die moderne Zivilisation irritierten Menschen, einem Kernanliegen der Kulturarbeit der deutschen Jugendbewegung.

### Aufzeichnungen
Die meisten von Erna Schützenbergers Tanzaufzeichnungen zählen heute weitgehend zum Standardprogramm von Volkstanzkapellen in Niederbayern, auch wenn sie nur innerhalb eines begrenzten Zeitrahmens und innerhalb eines begrenzten Radius um Passau entstanden:
| Jahr            | Ort                                   | Tanzname(n)                                                          |
| --------------- | ------------------------------------- | -------------------------------------------------------------------- |
| 1928 / um 1930  | Nottau                                | Die schö Marie                                                       |
| ca. 1930        | Bayerischer Wald                      | Marschierpolka                                                       |
|                 | Bayerischer Wald, Nottau, Breitenberg | Spinnradl als Paartanz                                               |
|                 | Salzweg                               | Mazurka (aus Salzweg, besser bekannt als „Niederbayerische Mazurka“) |
| 1930            | Nottau                                | Münchner Duschpolka I                                                |
|                 |                                       | Salzburger Dreher                                                    |
|                 |                                       | Manchester                                                           |
|                 |                                       | Kreuzpolka                                                           |
|                 |                                       | Boxhamerisch („Unser alte Kath“ – Zwiefacher)                        |
|                 |                                       | Münchner Polka                                                       |
|                 |                                       | Rutsch hin, rutsch her                                               |
|                 |                                       | Wintergrea („Wintergrün“ – Zwiefacher)                               |
|                 | (Ohne Ortsangabe)                     | Massiner                                                             |
|                 | Hauzenberger Gegend                   | Kikeriki                                                             |
| 1931            | Oberfrauenwald                        | Guatn Morgen, Herr Fischer                                           |
| 1932            | Ringelai                              | Oacholber („Eichel Ober“ – Zwiefacher)                               |
| 1949            | Hinterschmiding                       | s'Luada (Zwiefacher)                                                 |
| 1950            | Wotzdorf                              | Duschlpolka                                                          |
|                 |                                       | Landler aus Wotzdorf (besser bekannt als „Niederbayerische Landler“) |
| 1953            | Breitenberg                           | Jagerpolka                                                           |
| 1954            | Obernzell                             | Lustiger Walzer                                                      |
|                 |                                       | Hott Scheck                                                          |
| 1955            | Aubach bei Hauzenberg                 | Hadalump                                                             |
| 1959            | Böhmzwiesel                           | Münchner Duschpolka II                                               |
|                 |                                       |                                                                      |
| o. Jahresangabe | Ostbaierische Grenzmarken 1926        | Sommermichl                                                          |
| o. Jahresangabe | Bayerischer Wald                      | Eisenkeilnest (Zwiefacher)                                           |
| o. Jahresangabe | Hauzenberger Gegend                   | Haxnschmeißer                                                        |
| o. Jahresangabe | unterer Bayerischer Wald              | Einhänger                                                            |
| o. Jahresangabe | Hinterschmiding                       | Bäurin vo da Hoi (Zwiefacher)                                        |
| o. Jahresangabe | Steinbrunn bei Passau                 | Innviertlier Landler                                                 |

## Werke
- Erna Schützenberger: Singspiele – Reigen – Volkstänze. Passau 1935 (masch.) bzw. Bayerische Volkstänze; Passau 1935 (masch.)
- Erna Schützenberger: Spinnradl. Altbayerische Volkstänze. Passau 1949
- Erna Schützenberger: Singspiele – Reigen. Passau 1952
- Erna Schützenberger; Hermann Derschmidt: Spinnradl – Unser Tanzbuch. München 1959 ff.; 5 Folgen[2]

## Ehrungen
- Bundesverdienstkreuz am Bande (1966)
- Bayerischer Verdienstorden (1974)